# Mount Kelly, New South Wales
Mount Kelly är ett berg i Australien. Det ligger i regionen Cooma-Monaro och delstaten New South Wales, i den sydöstra delen av landet, omkring 300 kilometer sydväst om delstatshuvudstaden Sydney. Toppen på Mount Kelly är 1 829 meter över havet, eller 510 meter över den omgivande terrängen. Bredden vid basen är 25,9 km.
Trakten runt Mount Kelly är nära nog obefolkad, med mindre än två invånare per kvadratkilometer.. Det finns inga samhällen i närheten. 
I omgivningarna runt Mount Kelly växer i huvudsak städsegrön lövskog. Genomsnittlig årsnederbörd är 1 222 millimeter. Den regnigaste månaden är februari, med i genomsnitt 179 mm nederbörd, och den torraste är maj, med 73 mm nederbörd.